# Puchar Pacyfiku w Boksie 2014
Wyniki zawodów bokserskich, które rozgrywane były w dniach: 17-20 października 2014 r., w ekwadorskim mieście Guayaquil. Była to 7. edycja ekwadorskiego turnieju.

## Medaliści
| Kategoria wagowa              | Złoto          | Srebro               | Brąz                              |
| Waga papierowa (-49 kg)       | Jean Caicedo   | Leonel de los Santos | Billy Rosario Michael Tello       |
| Waga musza (-52 kg)           | Gerardo Valdez | Danilo Fernández     | Andres Campos Eddy Valenzuela     |
| Waga kogucia (-56 kg)         | David Padilla  | Hector Luis Garcia   | Edison Grefa Cristian Armero      |
| Waga lekka (-60 kg)           | Luis Porozo    | Sparkinson Almonte   | Eduardo Abreu Àngel López         |
| Waga lekkopółśrednia (-64 kg) | Carlos Adames  | Jean Rivera          | Ricardo Legarda Jonathan Valarezo |
| Waga półśrednia (-69 kg)      | Alberto Puello | Lester Martinez      | Manuel Guzman Edwin Beranza       |
| Waga średnia (-75 kg)         | Marcos Quiroz  | Jorge Mercado        | Jason Ramirez Joseph Cherkashyn   |
| Waga półciężka (-81 kg)       | Carlos Mina    | Jose Moya            | Milton Castillo Luis Ramirez      |
| Waga ciężka (-91 kg)          | Miguel Veliz   | Anthony Solano       | Joaquin Berroa                    |
| Waga super ciężka (+91 kg)    | Domingo Mina   | Jean Mina            | Amron Sands Manuel Marinez        |